# 不定積分
関数の不定積分（ふていせきぶん）という用語には次に挙げる四種類の意味で用いられる場合がある。
(逆微分) 0)
微分の逆操作を意味する：すなわち、与えられた関数が連続であるとき、微分するとその関数に一致するような新たな関数（原始関数）を求める操作のこと、およびその原始関数の全体(集合)を 逆微分（antiderivative）と言う（積分定数は無視する）。
(積分論) 1)
一変数関数 f(x) に対して、定義域内の任意の閉区間 [a, b] 上の定積分が F(b) − F(a) に一致する関数 F(x) を関数 f(x) の 不定積分 (indefinite integral) と言う。
(積分論) 2)
一変数関数の定義域内の定数 a から変数 x までの（端点が定数でない）積分で与えられる関数を関数 f(x) の a を基点とする不定積分 (indefinite integral with base point a) と言う。
(積分論) 3)
ルベーグ積分論において定義域内の可測集合を変数とし、変数としての集合上での積分を値とする集合関数を関数 f の 集合関数としての不定積分 (indefinite integral as a set-function) と言う。
文献によって、逆微分の意味で「不定積分」を扱っている場合と、上述の積分論1〜3の意味で扱っている場合があり、注意を要する。例えば岩波数学辞典では後者の積分論における不定積分が記述されている。ただしこれらはそれぞれ無関係ではなく、後述するように、例えば (積分論) 1) は (積分論) 3) を数直線上で考えたものであって (逆微分) 0) と同等となるべきものであり、(積分論) 2) は本質的には (積分論) 1) や (積分論) 3) の一部分と見なすことができる。また (積分論) 2) から (逆微分) 0) を得ることもできるが、この対応は一般には全射でも単射でもない。これ以後、この項目で考える積分は、特に指定がない限り、リーマン積分であるものとする。
また後述するように、(積分論) の意味の不定積分を連続でない関数へ一般化すると、不定積分は通常の意味での原始関数となるとは限らなくなり、(初等数学) と一致しなくなるのだが、連続関数に対してはほぼ一致する概念であるため、しばしば混同して用いられる。

## 逆微分の定義
関数 f(x) (積分される関数という意味で被積分関数という) が与えられたとき、微分方程式 {\displaystyle {\tfrac {d}{dx}}F(x)=f(x)} の解となる関数 F(x) 各々である特殊解を f(x) の原始関数といい、解となる関数 F(x) 全体である一般解を f(x) の 逆微分としての不定積分 という。原始関数という言葉はアドリアン＝マリ・ルジャンドルによる。
関数 f(x) の不定積分は、端点を指定しないリーマン積分の記法（ライプニッツの記法）を用いて
{\displaystyle \int f(x)\,dx}
のように表される。この表記はピエール・ド・フェルマーによる。定義から、不定積分は一つの関数を表すものではないことに注意すべきである (実際、一階の微分方程式の一般解なのであるから、少なくとも一つの積分定数と呼ばれる任意定数を含む)。ただし、実用上は任意定数の値を決めるごとに原始関数が一つ現れるから、あたかも一つの関数であるかのように扱うことができる。

## 不定積分の定義

### 不定積分
閉区間上の可積分関数 f(x) と定義域内の任意の閉区間 [a, b] に対して、次の 微分積分学の基本公式 を満たす関数  F(x)  を f(x) の 不定積分 という:
{\displaystyle \int _{a}^{b}f(x)\,dx=F(b)-F(a).}

### 基点を持つ不定積分
閉区間上の可積分関数 f(x) に対して、定義域内の定数 a から変数 x までの定積分
{\displaystyle \int _{a}^{x}f(x)\,dx}
を f(x) の a を基点とする不定積分 という。

### 集合関数としての不定積分
ユークリッド空間 {\displaystyle \mathbf {R} ^{n}} の可測集合 X におけるルベーグ可測集合族とルベーグ測度のなす測度空間上でルベーグ積分可能な関数 f に対して、可測集合 {\displaystyle E\subset X} を変数とする集合関数
{\displaystyle \Phi (E):=\int _{E}f\,d\mu }
を関数 f の 集合関数としての不定積分 という。このとき、{\displaystyle \Phi (E)} は絶対連続な完全加法的集合関数となる。

## 逆微分と不定積分、定積分との関係
f(x) を閉区間上の連続関数とする。このとき、不定積分と逆微分は次の意味で対応する。

### 不定積分から逆微分
連続関数 f(x) に対して、微分積分学の基本定理（第一基本定理）から
{\displaystyle {\frac {d}{dx}}\int _{a}^{x}f(t)\,dt=f(x)}
が成り立つから、a を基点とする不定積分で与えられる関数 {\displaystyle \int _{a}^{x}f(t)dt} は f(x) の原始関数のひとつである。
さらに不定積分 F(x) の定義から、{\displaystyle G(x):=F(x)-F(a)} は a を基点とする不定積分 {\displaystyle \int _{a}^{x}f(t)\,dt} に一致するから、f(x) の原始関数のひとつであり、従って {\displaystyle F(x)=\int _{a}^{x}f(t)\,dt+F(a)} もそうである。

### 逆微分から不定積分
逆に連続関数 f(x) の原始関数 F(x) が与えられれば、微分積分学の基本定理（第二基本定理）から、定義域内の任意の閉区間 [a, b] に対して 微分積分学の基本公式
{\displaystyle \int _{a}^{b}f(t)dt=F(b)-F(a)}
が成立するから、F(x) は f(x) の不定積分である。

### 集合関数としての不定積分から基点を持つ不定積分
n = 1 で X が閉区間とし、基点 a ∈ X を固定する。{\displaystyle \Phi (E)} を X 上の連続関数 f の「集合関数としての不定積分」とするとき、変数 {\displaystyle x\in X} に対して、{\displaystyle x\geq a} のとき {\displaystyle F(x):=\Phi ([a,x])} と、また {\displaystyle x\leq a} のとき {\displaystyle F(x):=-\Phi ([x,a])} と置いて得られる関数 F(x) は、{\displaystyle \int _{a}^{x}f(t)\,dt=F(x)} を満たすから、f(x) の「{\displaystyle a} を基点とする不定積分」を与える。

### 基点を持つ不定積分から逆微分
連続関数 f(x) の「{\displaystyle a} を基点とする不定積分」{\displaystyle \int _{a}^{x}f(t)\,dt} は、基点 {\displaystyle a} を定義域内で任意に移動させることで「不定積分」の部分集合を与える。ただし、この対応は一般には全射にも単射にもならない。例えば {\displaystyle f(x):=x} という連続関数を考えた場合、その「不定積分」は {\displaystyle \int x\,dx={\frac {1}{2}}x^{2}+C} であるが「{\displaystyle a} を基点とする不定積分」{\displaystyle \int _{a}^{x}\,t\,dt={\frac {1}{2}}x^{2}-{\frac {1}{2}}a^{2}} からは {\displaystyle C\leq 0} の場合しか得られず、同じ {\displaystyle C<0} を与える {\displaystyle a} の値が二つ存在する。

### 逆微分と定積分との関係
定積分を、定義から直接にリーマン和（微小長方形の面積の総和）の極限として求めるのは非常に困難であるが、連続関数の不定積分が初等関数で表せる場合は、微分積分学の基本公式 を用いると単純な計算問題に帰着させることができる。

## 性質
以後、本項では特にことわらない限り関数は連続関数とし、「不定積分」という用語を逆微分という意味で用いる。

### 定理
一つの連続関数に対する二つの原始関数は定数の違いしかなく、すべての変数項が一致することを証明 (黒丸印から開始) する。
実際、{\displaystyle F(x)} を閉区間上の連続関数 f(x) の原始関数のひとつとし、同じ定義域における f(x) の他の原始関数 {\displaystyle G(x)} をとると、
{\displaystyle G(x)-F(x)=C\,}（定数）
 を満たす適当な定数 {\displaystyle C} が存在する。
- 条件より {\displaystyle (G(x)-F(x))'=f(x)-f(x)=0} であるから、平均値の定理より {\displaystyle G(x)-F(x)} は定数である。

ゆえに f(x) の逆微分としての不定積分は任意定数 {\displaystyle C} を用いて
{\displaystyle \int f(x)\,dx=F(x)+C}
と書くことができる。
ここで任意定数 {\displaystyle C} は通常、積分定数 と呼ばれる。
従って特に {\displaystyle a} を基点とする不定積分と任意定数 {\displaystyle C} を用いて
{\displaystyle \int f(x)\,dx=\int _{a}^{x}f(t)\,dt+C}
と表すことができる。

### 一般公式
- {\displaystyle \int (f(x)+g(x))dx=\int f(x)dx+\int g(x)dx.}
- {\displaystyle \int af(x)dx=a\int f(x)dx.}
- {\displaystyle \int f(x)g'(x)dx=f(x)g(x)-\int f'(x)g(x)dx.}　（部分積分法）
- {\displaystyle \int f(x)dx=\int f(g(t)){\frac {dx}{dt}}\,dt.}　（置換積分法）
- {\displaystyle \int f^{-1}(x)dx=xf^{-1}(x)-\int f(f^{-1}(x))df^{-1}(x).}
- {\displaystyle \int {\frac {f'(x)}{f(x)}}dx=\log |f(x)|+C.}

### 有名な関数に対する公式
- {\displaystyle \int dx=x+C.}
- {\displaystyle \int x^{a}dx={\frac {1}{a+1}}x^{a+1}+C.\quad (a\neq -1)}
- {\displaystyle \int {\frac {1}{x}}dx=\ln |x|+C.}
- {\displaystyle \int {\frac {1}{x^{2}+a^{2}}}\,dx={\frac {1}{a}}\arctan {\frac {x}{a}}+C.\quad (a\neq 0)}
- {\displaystyle \int {\frac {1}{x^{2}-a^{2}}}\,dx={\frac {1}{2a}}\ln \left|{\frac {x-a}{x+a}}\right|+C.\quad (a\neq 0)}
- {\displaystyle \int {\frac {1}{\sqrt {a^{2}-x^{2}}}}\,dx=\arcsin {\frac {x}{a}}+C.\quad (a>0)}
- {\displaystyle \int {\sqrt {a^{2}-x^{2}}}\,dx={\frac {1}{2}}\left(x{\sqrt {a^{2}-x^{2}}}+a^{2}\arcsin {\frac {x}{a}}\right)+C.\quad (a>0)}
- {\displaystyle \int {\frac {1}{\sqrt {x^{2}+A}}}\,dx=\ln \left|x+{\sqrt {x^{2}+A}}\right|+C.\quad (A\neq 0)}
- {\displaystyle \int {\sqrt {x^{2}+A}}\,dx={\frac {1}{2}}\left(x{\sqrt {x^{2}+A}}+A\ln \left|x+{\sqrt {x^{2}+A}}\right|\right)+C.\quad (A\neq 0)}
- {\displaystyle \int e^{x}dx=e^{x}+C.}
- {\displaystyle \int a^{x}dx={\frac {a^{x}}{\ln a}}+C.}
- {\displaystyle \int \ln x\,dx=x\ln |x|-x+C.}
- {\displaystyle \int \log _{a}x\,dx=x\log _{a}|x|-{\frac {x}{\ln a}}\ +C.}
- {\displaystyle \int \sin x\,dx=-\cos x+C.}
- {\displaystyle \int \cos x\,dx=\sin x+C.}
- {\displaystyle \int \tan x\,dx=-\ln |\cos x|+C.}
- {\displaystyle \int \arcsin x\,dx=x\arcsin x+{\sqrt {1-x^{2}}}+C.}
- {\displaystyle \int {\frac {1}{\sin x}}\,dx=\ln \left|\tan {\frac {x}{2}}\right|+C.}
- {\displaystyle \int {\frac {1}{\sin ^{2}x}}\,dx=-{\frac {1}{\tan x}}+C.}
- {\displaystyle \int {\frac {1}{\cos x}}\,dx={\frac {1}{2}}\ln {\frac {1+\sin x}{1-\sin x}}+C.}
- {\displaystyle \int {\frac {1}{\cos ^{2}x}}\,dx=\tan x+C.}
- {\displaystyle \int {\frac {1}{\tan x}}\,dx=\ln |\sin x|+C.}
- {\displaystyle \int \arctan x\,dx=x\arctan x-{\frac {1}{2}}\ln(1+x^{2})+C.}

## 一般化

### 可測関数の不定積分
閉区間上のルベーグ可積分関数 f(x) に対しても、定義域内の定数 {\displaystyle a} を一つ固定するとき、任意の定数 {\displaystyle C} を用いて表される
{\displaystyle F(x):=\int _{a}^{x}f(t)\,dt+C}
を f(x) の {\displaystyle a} を基点とする不定積分と呼ぶことができる。ただし、{\displaystyle a\leq x} の場合は {\displaystyle \int _{a}^{x}f(t)\,dt=\int _{[a,x]}f\,d\mu } であり、{\displaystyle x\leq a} の場合は {\displaystyle \int _{a}^{x}f(t)\,dt:=-\int _{[x,a]}f\,d\mu } である。この様な一般化を考えた場合は、C の値をとめるごとに、x の連続関数（実は絶対連続となる）を与えるが、F(x) は必ずしも微分可能ではない。また、積分の値は測度 {\displaystyle 0} の集合上で f(x) の値を取り換えたとしても変化しないから、F(x) が微分可能な点においても、導関数が f(x) に一致するとは限らない。すなわち、この様な一般化を考えた場合には、一般には原始関数と不定積分は異なる概念となる。
あるいはもし、原始関数の概念をもさらに一般化し、例えばほとんどいたる所で微分可能でそこでの微分係数が f(x) に一致する連続関数 {\displaystyle G(x)} を原始関数と呼ぶと、今度は二つの原始関数の差が定数であることが一般には成り立たなくなり、微分積分学の基本公式が成立しないことになる。実際、カントール集合から作られる単調増加関数であるカントール関数は、定数関数でないのに、恒等的に値 {\displaystyle 0} をとる定数関数のここでの意味の原始関数となっている。ただしカントール関数は絶対連続ではなく、一般に原始関数にさらに絶対連続性を要求するのであればこの様な例は排除される。